# Kecskés Ákos

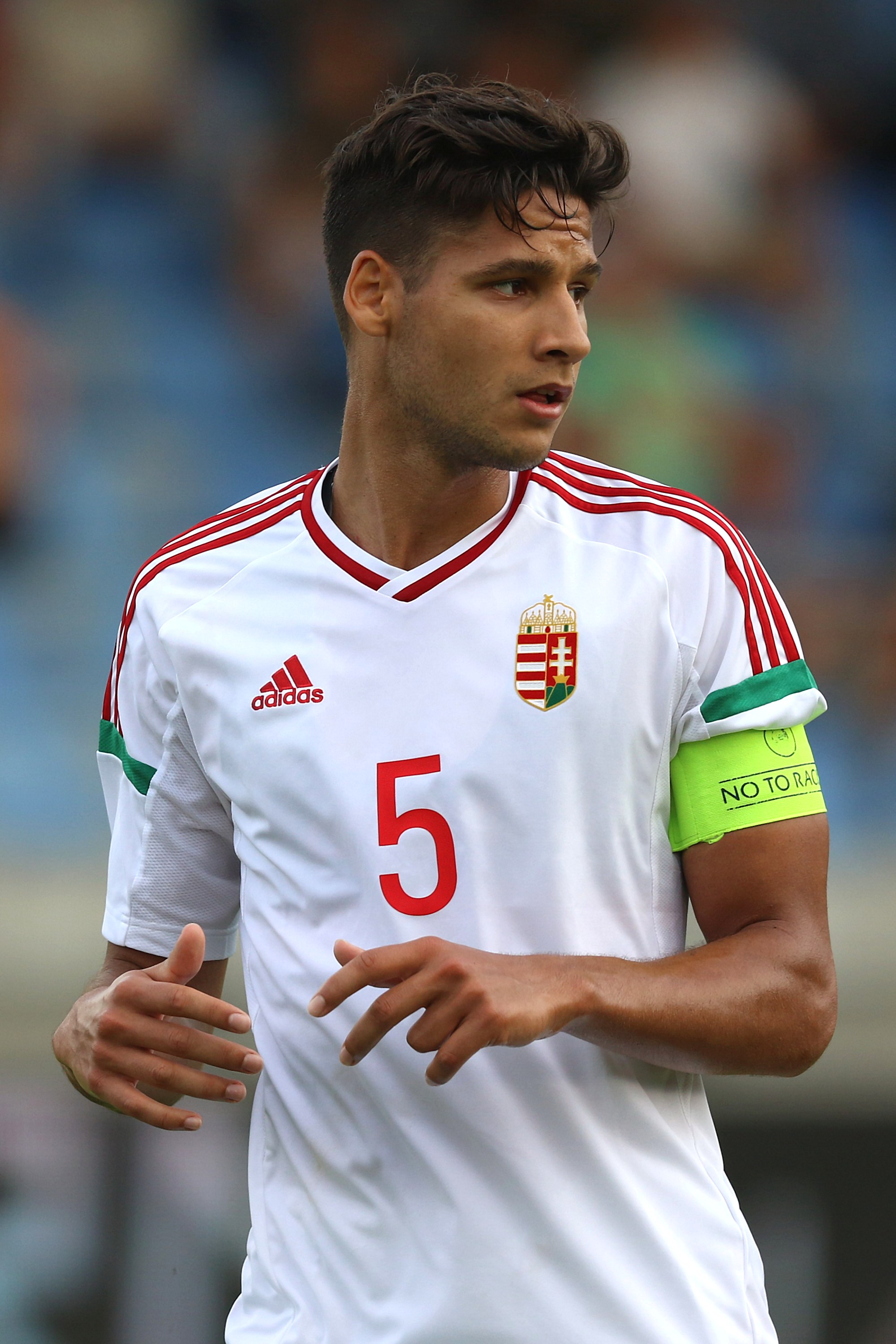
Az Ausztria–Magyarország U-21-es barátságos mérkőzésen 2017. június 12-én

Kecskés Ákos (Hódmezővásárhely, 1996. január 4. –) magyar válogatott labdarúgó, a Diósgyőri VTK játékosa.
A magyar U20-as labdarúgó-válogatott tagjaként részt vett a 2015-ös U20-as labdarúgó-világbajnokságon.

## Pályafutása

### Klubcsapatokban

#### Atalanta
Kecskés Ákos a Tisza Volán SC csapatától került az olasz Atalanta BC csapatához, 2008-ban. A lombard csapatnál honfitársával, Forgács Dáviddal szerepelt együtt a klub utánpótlás csapataiban, majd mikor 2012-ben betöltötte a 18. életévét, profi szerződést kapott a klubnál. A felnőttek között csak barátságos találkozón lépett pályára, így bár hallani lehetett az olasz harmadosztályú US Arezzo érdeklődéséről is, 2015 augusztusában az Újpest FC vette kölcsön. A lila-fehér csapat színeiben az ősi rivális Ferencváros elleni győztes bajnokin debütált, de az első fél évben többnyire csak a tartalékok közt kapott szerepet. A 2015–2016-os szezonban kilenc bajnokin és öt Magyar Kupa-találkozón kapott lehetőséget, majd újabb egy évre az Újpest játékosa maradt. A következő idényben 22 bajnokin és négy kupamérkőzésen játszott. 2017 nyarán a lengyel élvonalban szereplő Termalica Nieciecza szerződtette, ugyancsak kölcsönbe. Az őszi idényben tizenkét bajnoki, összesen tizenhárom tétmérkőzésen, szerepelt a csapatban, majd 2018 februárjában az ugyancsak élvonalbeli Korona Kielcéhez került kölcsönbe.

#### Lugano
2018 nyarán kettő plusz egy éves szerződést kötött a svájci Lugano csapatával, ahol Vécsei Bálint klubtársa lett. Augusztus elején súlyos térdsérülést szenvedett és több hónapos kihagyás várt rá.
2020. június 24-én a Luzern ellen 2–0-ra megnyert mérkőzésen csapata első gólját a 80. percben ő szerezte, szöglet után fejesből volt eredményes. Július 26-án, a bajnokság 34. fordulójában gólt fejelt a Basel elleni 4–4-es döntetlen alkalmával. A 2019–20-as idényben 26 bajnoki mérkőzésen játszott, 2 gólt szerzett, csapatával az 5. helyen végeztek. A 2020–21-es idényben 29 bajnoki mérkőzésen játszott, csapatával a 4. helyen végeztek. A szezon végén lejáró szerződését nem hosszabbította meg, hanem annak lejártával távozott a klubtól.

#### Nyizsnyij Novgorod
2021. július 29-én jelentették be, hogy az orosz Nyizsnyij Novgorod csapatába igazolt, ahová kétéves szerződést írt alá. Új csapatában a bajnokság 4. fordulójában mutatkozott be, augusztus 14-én az FK Ufa ellen. A Nyizsnyij 2–1-re kikapott, gólját Kecskés szerezte egy szögletet követő fejesből.

#### Sepsi OSK
2023. szeptember 2-án bejelentették, hogy három évre szóló szerződést kötött a Sepsi OSK együttesével.
2024 szeptemberében a Sepsi felbontotta a szerződését.

#### AÉ Lemeszú
2024. szeptember 7-én a ciprusi AÉ Lemeszú csapatába igazolt.

#### Diósgyőri VTK
2025. július 8-án visszatért Magyarországra, és a Diósgyőri VTK játékosa lett.

### A válogatottban
Többszörös utánpótlás-válogatott, tagja volt a 2015-ös U20-as labdarúgó-világbajnokságon szerepelt magyar keretnek. 2020 augusztusában meghívót kapott Marco Rossi szövetségi kapitánytól a török és az orosz válogatott elleni Nemzetek Ligája mérkőzésekre készülő magyar válogatott 25 fős keretébe.
A nemzeti csapatban 2020. november 15-én mutatkozott be, amikor a kezdőcsapatban kapott helyet a Szerbia ellen 1–1-re végződő Nemzetek Ligája-mérkőzésen.
2021. június 1-jén Marco Rossi szövetségi kapitány nevezte őt a magyar válogatott Európa-bajnokságra készülő 26 fős keretébe. A kontinenstornán nem lépett pályára.

## Sikerei, díjai
Újpest
- Magyar Kupa
  -  Döntős (1): 2016

 Lugano
- Svájci Super League
  -  Bronzérmes (1): 2018–19

## Statisztika

### Klubcsapatokban
2025. augusztus 9-i állapotnak megfelelően.
| Klub               | Szezon           | Bajnokság | Bajnokság | Kupa  | Kupa | Nemzetközi | Nemzetközi | Összesen | Összesen |
| Klub               | Szezon           | Mérk.     | Gól       | Mérk. | Gól  | Mérk.      | Gól        | Mérk.    | Gól      |
| ------------------ | ---------------- | --------- | --------- | ----- | ---- | ---------- | ---------- | -------- | -------- |
| Újpest             | 2015–16          | 9         | 0         | 5     | 0    | —          | —          | 14       | 0        |
| Újpest             | 2016–17          | 22        | 0         | 4     | 0    | —          | —          | 26       | 0        |
| Újpest             | Összesen         | 31        | 0         | 9     | 0    | —          | —          | 40       | 0        |
| Termalica B-B.     | 2017–18          | 12        | 0         | 1     | 0    | —          | —          | 13       | 0        |
| Termalica B-B.     | Összesen         | 12        | 0         | 1     | 0    | —          | —          | 13       | 0        |
| Korona Kielce      | 2017–18          | 4         | 0         | 1     | 0    | —          | —          | 5        | 0        |
| Korona Kielce      | Összesen         | 4         | 0         | 1     | 0    | —          | —          | 5        | 0        |
| Lugano             | 2018–19          | 7         | 0         | 1     | 0    | —          | —          | 8        | 0        |
| Lugano             | 2019–20          | 26        | 2         | 1     | 0    | 2          | 0          | 29       | 2        |
| Lugano             | 2020–21          | 29        | 0         | 2     | 0    | —          | —          | 31       | 0        |
| Lugano             | Összesen         | 62        | 2         | 4     | 0    | 2          | 0          | 68       | 2        |
| Nyizsnyij Novgorod | 2021–22          | 19        | 1         | 1     | 0    | —          | —          | 20       | 1        |
| Nyizsnyij Novgorod | 2022–23          | 1         | 0         | —     | —    | —          | —          | 1        | 0        |
| Nyizsnyij Novgorod | Összesen         | 20        | 1         | 1     | 0    | —          | —          | 21       | 1        |
| LASK               | 2022–23          | 6         | 0         | 2     | 0    | —          | —          | 8        | 0        |
| LASK               | Összesen         | 6         | 0         | 2     | 0    | —          | —          | 8        | 0        |
| Sepsi OSK          | 2023–24          | 26        | 0         | 1     | 0    | —          | —          | 27       | 0        |
| Sepsi OSK          | 2024–25          | 3         | 0         | —     | —    | —          | —          | 3        | 0        |
| Sepsi OSK          | Összesen         | 29        | 0         | 1     | 0    | —          | —          | 30       | 0        |
| AÉ Lemeszú         | 2024–25          | 11        | 0         | 2     | 0    | —          | —          | 13       | 0        |
| AÉ Lemeszú         | Összesen         | 11        | 0         | 2     | 0    | —          | —          | 13       | 0        |
| Diósgyőri VTK      | 2025–26          | 3         | 0         | 0     | 0    | —          | —          | 3        | 0        |
| Diósgyőri VTK      | Összesen         | 3         | 0         | 0     | 0    | —          | —          | 3        | 0        |
| Karrier összesen   | Karrier összesen | 178       | 3         | 21    | 0    | 2          | 0          | 201      | 3        |

### A válogatottban
| Magyarország | Magyarország | Magyarország |
| Év           | Mérk.        | Gólok        |
| ------------ | ------------ | ------------ |
| 2020         | 1            | 0            |
| 2021         | 3            | 0            |
| 2022         | 2            | 0            |
| Összesen     | 6            | 0            |

### Mérkőzései a válogatottban
| Magyarország | Magyarország        | Magyarország                    | Magyarország   | Magyarország | Magyarország | Magyarország    | Magyarország | Magyarország |
| #            | Dátum               | Helyszín                        | Hazai          | Eredmény     | Vendég       | Kiírás          | Gólok        | Esemény      |
| ------------ | ------------------- | ------------------------------- | -------------- | ------------ | ------------ | --------------- | ------------ | ------------ |
| 1.           | 2020. november 15.  | Budapest, Puskás Aréna          | Magyarország   | 1 – 1        | Szerbia      | Nemzetek Ligája | -            |              |
| 2.           | 2021. június 8.     | Budapest, Szusza Ferenc Stadion | Magyarország   | 0 – 0        | Írország     | barátságos      | -            |              |
| 3.           | 2021. szeptember 2. | Budapest, Puskás Aréna          | Magyarország   | 0 – 4        | Anglia       | vb-selejtező    | -            |              |
| 4.           | 2021. október 12.   | London, Wembley Stadion         | Anglia         | 1 – 1        | Magyarország | vb-selejtező    | -            |              |
| 5.           | 2022. március 24.   | Budapest, Puskás Aréna          | Magyarország   | 0 – 1        | Szerbia      | barátságos      | -            | 80'          |
| 6.           | 2022. március 29.   | Belfast, Windsor Park           | Észak-Írország | 0 – 1        | Magyarország | barátságos      | -            | 82'          |
|              | Összesen            |                                 |                | 6            | mérkőzés     |                 | 0            | gól          |